# Douroula (departamento)
Douroula é um dos sete departamentos da província de Mouhoun, no Burkina Faso.